# Aphyodite grammica
Aphyodite grammica är en fiskart som beskrevs av Eigenmann 1912. Aphyodite grammica ingår i släktet Aphyodite och familjen Characidae. Inga underarter finns listade i Catalogue of Life.